# Creighton (Missouri)
Creighton è un comune degli Stati Uniti d'America, situato nello Stato del Missouri, nella contea di Cass.